# Music Hath Charms (film 1910)
Music Hath Charms  (o The Organ Grinder) è un cortometraggio muto del 1910. Il nome del regista non viene riportato nei credit del film prodotto e distribuito dalla Vitagraph Company of America..

## Produzione
Il film fu prodotto dalla Vitagraph Company of America.

## Distribuzione
Distribuito dalla Vitagraph Company of America, il film uscì nelle sale cinematografiche statunitensi il 17 maggio 1910. Nelle proiezioni, veniva programmato con il sistema dello split reel, accorpato in un'unica bobina con un altro cortometraggio prodotto dalla Vitagraph, A Funny Story.